# Émission oto-acoustique
Les émissions oto-acoustiques (ÉOA) sont des vibrations de nature sonore générées par les mouvements des cellules ciliées externes, situées le long de la membrane basilaire de l’oreille. Lors du placement d’une sonde dans le conduit auditif externe, il est possible d’enregistrer une réponse acoustique à la suite d’une stimulation. C’est en 1978 que les premières mesures de son provenant directement de la cochlée ont été enregistrées par David Kemp.

## Mécanisme
Quand un son atteint l’oreille, il traverse le pavillon, le conduit auditif externe, le tympan et les osselets pour enfin arriver à la cochlée qui transforme les vibrations sonores en messages nerveux. Cette dernière contient deux types de cellules ciliées importantes pour l’audition : les cellules ciliées internes (CCI) et les cellules ciliées externes (CCE). Les CCI convertissent l’information mécanique en signaux électriques qui sont envoyés au cerveau, par l’entremise du nerf auditif. Les CCE, quant à eux, amplifient le son reçu en modifiant l’activité des CCI.  
Lorsque les CCE sont stimulées par des sons, elles produisent à leur tour des sons très faibles qu’on nomme « émissions oto-acoustiques » (ÉOA). Les ÉOA sont générées de l’oreille interne vers l’oreille externe et peuvent être mesurées par une sonde placée dans le conduit auditif externe. Cette sonde comprend un ou deux haut-parleurs qui envoient des stimuli sonores dans l’oreille, ainsi qu’un microphone sensible qui mesure les ÉOA. Les données sont ensuite extraites dans un convertisseur analogique-numérique. 
Les enregistrements d’ÉOA peuvent être influencés par les niveaux de bruit de l’environnement et du corps du sujet testé. Des niveaux de bruit élevés altèrent la mesure des ÉOA en masquant ces faibles sons. Il faut donc mesurer les ÉOA dans une pièce calme ou insonorisée et éliminer toute source de bruit externe. Il faut aussi que le sujet soit silencieux.

## Les types d’émissions oto-acoustiques
Les émissions oto-acoustiques (ÉOA) peuvent être séparées en deux catégories générales : les ÉOA spontanées et les ÉOA évoquées. Selon le type des stimuli utilisés pour les provoquer, les émissions évoquées peuvent être classées en trois sous-types différents : les ÉOA évoqués de manière transitoire, les ÉOA évoqués par fréquence de stimulation et les ÉOA de produit par distorsion.

### Les émissions oto-acoustiques spontanées
Les ÉOA spontanées (ÉOAS) se produisent en l'absence de toute stimulation de l'oreille. Ils peuvent être détectés dans environ 50% de toutes les oreilles ayant une audition normale. Les émissions spontanées sont des sons à bande étroite de faible niveau (c'est-à-dire généralement <20 dB SPL) qui sont généralement présents en continu à une ou plusieurs fréquences dans environ la moitié des oreilles des personnes entendant normalement. Comme les autres types d'ÉOA, les ÉOAS sont le plus souvent détectés dans la région de 1 à 2 kHz, où la transmission inverse à travers l'oreille moyenne est la plus efficace.

#### Les émissions oto-acoustiques transitoires
Les émissions oto-acoustique transitoires (ÉOAT) se produisent en réponse à des stimuli acoustiques brefs (par exemple, des clics, des rafales de tonalité) présentés à l'oreille. Ils peuvent être détectés dans pratiquement toutes les oreilles normalement entendantes. Les patients connus pour avoir des pertes auditives principalement d'origine cochléaire présentent des ÉOAT réduits ou absents. L'omniprésence des ÉOAT dans les oreilles humaines saines et leur réduction par des facteurs connus pour provoquer une perte auditive neurosensorielle suggèrent que les ÉOAT pourraient être bien adaptés à la détection des troubles cochléaires. Cependant, les émissions oto-acoustiques transitoires produisent une réponse composite qui est n’est pas spécifique en fréquence.

#### Les émissions oto-acoustiques à fréquence soutenue
Les ÉOA évoquées par fréquence de stimulation (ÉOAFS) sont provoquées par un seul son pur continu. Bien que les ÉOAFS aient été beaucoup moins étudiés que les EOAT, ils présentent des caractéristiques similaires à celles des émissions transitoires. Par exemple, les ÉOAFS qui sont présents dans pratiquement toutes les oreilles humaines entendantes sont mesurables dans les régions de fréquence dans lesquelles les EOAT sont forts et peuvent être détectés à des niveaux de stimulus bien sous le seuil d'audition. Comme les ÉOAT, les ÉOAFS sont réduits ou absents dans les régions de fréquence de la perte auditive neurosensorielle. Il est probable que les ÉOAFS pourraient fournir les mêmes informations que les ÉOAT dans les tests qui évaluent la perte auditive. Cependant, comme la détection des ÉOAFS est plus compliquée et prend plus de temps que la mesure des ÉOAT, ils n'ont pas été incorporés dans les tests cliniques de la fonction cochléaire.

#### Les émissions oto-acoustiques par produits de distorsion
Les émissions oto-acoustiques par produit de distorsion (ÉOAPD) sont générées en réponse à deux sons purs continus, séparés en fréquence et en intensité par un ratio prédéfinis, qui sont présentés simultanément dans l’oreille. Contrairement au ÉOAT, les réponses des ÉOAPD se produisent en même temps que la présentation du stimulus et sont spécifiques en fréquence.

## Applications

### Outil diagnostic complémentaire
Le test des ÉOA est régulièrement utilisé dans l’évaluation audiologique des patients difficiles à tester, tels que les personnes qui ne peuvent ou veulent pas fournir de réponse comportementale fiable lors de l’audiométrie tonale et vocale. Par exemple, chez la population pédiatrique, le test des ÉOA est utilisé pour vérifier les réponses comportementales et obtenir des informations complémentaires plus spécifiques en fréquence. Cette technologie est également utilisée pour les diagnostics audiologiques différentiels des pathologies rétrocochléaires, telle que la neuropathie auditive, ainsi que pour surveiller les effets des traitements ototoxiques et pour les pertes auditives professionnelles.

### Dépistage auditif des nouveau-nés
Le Joint Committee on Infant Hearing (JCIH, 2007) recommande un dépistage universel de l'audition chez le nouveau-né. Une perte auditive non diagnostiquée chez un enfant peut avoir des effets importants sur divers aspects de son développement, tels que le langage, les interactions sociales, les émotions, les capacités cognitives, les performances scolaires et habiletés professionnelles, ce qui peut réduire la qualité de vie de manière significative. Le test des ÉOA est considéré comme un outil précieux pour la détection précoce des troubles de l'audition, ce qui peut permettre un traitement plus rapide et efficace. Le dépistage néonatal est effectué à l’aide du test des ÉOA et/ou de la réponse auditive du tronc cérébral (PÉATC). Ces technologies peuvent être utilisées pour diagnostiquer les problèmes d'audition chez les nouveau-nés. Les résultats des ÉOA de chaque oreille sont évalués selon des critères choisis par les directeurs des programmes de dépistage. Si les critères sont remplis dans les deux oreilles, on dit que le nouveau-né " réussit " le dépistage auditif néonatal. Si les critères ne sont pas remplis dans les deux oreilles, le nouveau-né est considéré comme ayant "échoué" au dépistage à l'hôpital et doit soit revenir ultérieurement pour un nouveau dépistage, soit être orienté vers un test de diagnostic. Un bébé qui bouge beaucoup, un bruit ambiant élevé dans la salle de test, du cérumen occlusif, du liquide ou une congestion dans l’oreille externe / moyenne du bébé peuvent créer un faux positif comme résultat. Le dépistage permet de détecter une perte auditive de degré modérée au minimum.

## Professionnels
Les pédiatres, les médecins de famille, les orthophonistes et les autres professionnels sont amenés à travailler avec des jeunes enfants ou adultes et sont invités à orienter en audiologie si l’audition de cette personne suscite des doutes.
Les infirmier.ères sont les professionnels qui s’occupent de faire le test des émissions oto-acoustiques dans le contexte du dépistage néonatal de surdité effectué dans les centres hospitaliers à la naissance de l’enfant.   

### Audiologiste
L’audiologiste est un expert de l’audition et du système vestibulaire et travaille auprès de toute la population. Les audiologistes sont les professionnels de la santé qui peuvent intervenir lors d’une perte d’audition. L’un des tests effectués par les audiologistes afin de vérifier l’audition est celui des émissions oto-acoustiques (ÉOA). Des ÉOA absents ou anormaux peuvent être un signe précurseur d’une perte d’audition. Ce test permet aussi d’effectuer une validation croisée entre les différents tests.  